# Eucephalobus compsus
Eucephalobus compsus är en rundmaskart. Eucephalobus compsus ingår i släktet Eucephalobus och familjen Cephalobidae. Inga underarter finns listade i Catalogue of Life.